# Aalissaari
Aalissaari är en ö i Finland. Den ligger i sjön Aalisjärvi och i kommunen Kolari i den ekonomiska regionen  Fjäll-Lappland  och landskapet Lappland, i den norra delen av landet, 800 km norr om huvudstaden Helsingfors. Öns area är 9,5 hektar och dess största längd är 0,5 kilometer i sydöst-nordvästlig riktning.